# تقمص الإعاقة
تقمص الإعاقة هي عملية اختيار ممثل بدون إعاقة ظاهرة أو مرئية لدور مكتوب عليه أنه يعاني من إعاقة، أو دور شخصية تاريخية معروفة بأنها كانت معاقة. هذا المصطلح من وجهة نظر الجمهور حيث يتم تقليد الإعاقة الواضحة من قبل ممثل لا يعاني من إعاقة جسدية أو حسية أو تواصلية. لا يتضمن هذا دائمًا اختيار الممثلين ذوي الإعاقة لأدوار ذات ظروف مختلفة عن ظروفهم الخاصة، حيث إن ممارسة نقل الحالة إلى دور يمكن أن تنجح بشكل إبداعي لأن الممثل لديه "تجربة حية" للإعاقة.
بدأ مصطلح "تقمص الإعاقة" في الظهور في وسائل الإعلام الرئيسية حوالي عام 2010. إنها مشتقة من كلمة "crip" وتستخدم للإشارة إلى ممارسات معينة في اختيار الممثلين على المسرح والدراما التلفزيونية وإنتاج الأفلام مع التركيز بشكل خاص على جوائز الأوسكار على الشاشة وتصوير أيقونات المعوقين مثل الملك ريتشارد الثالث أو فريدا كاهلو أو جوزيف ميريك أو الشخصيات الخيالية المعوقة مثل تيني تيم أو ميشاك جاردينر أو نيساروز على المسرح. تركز المناقشة الأكاديمية، على مدى الممارسة والفروق الدقيقة في تفسيرها، والتي تمتد لاستكشاف الاختلافات بين التجسيد والتقليد، وكيف تتغير العلاقة بين الجمهور والإنتاج بدون تجربة الإعاقة الحية من خلال "شفاء الستار" (أي اللحظة التي يتم فيها الكشف عن أداء غير معاق على هذا النحو بعد تصوير شخصية معاقة). وضحت هذه المشكلة بشكل أكبر في محاضرة ماكتاجارت التي ألقاها كاتب السيناريو جاك ثورن في مهرجان إدنبرة التلفزيوني في عام 2021.
لقد أصبحت الدعوة ضد الإعاقة جزءًا من حركة حقوق ذوي الإعاقة، وهناك مجموعة ضغط قوية من المهن التمثيلية والإبداعية تعمل بنشاط مع الصناعة من أجل تصوير ذوي الإعاقة بشكل أكثر أصالة وإبداعًا. ويشمل ذلك محترفي الصناعة مثل مخرج قدمي اليسرى، جيم شيريدان وآخرين داخل الصناعة انضموا إلى هذه الدعوة للتغيير. وقد أدى هذا إلى ظهور حالات مثل قيام الممثلين والكتاب ذوي الإعاقة بمطالبة صناعة التلفزيون والسينما في المملكة المتحدة في حفل توزيع جوائز البافتا بأن تكون أكثر استباقية.
نتيجة لذلك، هناك المزيد من الإنتاجات التلفزيونية والسينمائية والمسرحية التي يتم اختيار الممثلين فيها بشكل أصيل أو عرضي، مع قيام منظمات مثل نتفليكس و بي بي سي استوديوهات بتشكيل شراكة للكتاب ذوي الإعاقة، تم إطلاق الملف الشخصي في عام 2021 وهو مورد اختيار الممثلين الذي أنشأه المسرح الوطني الملكي مما يمنح الصناعة إمكانية الوصول إلى عروض الممثلين ذوي الإعاقة المحترفين. أنشأت القناة الرابعة (المملكة المتحدة) إرشادات جديدة للتصوير، كما طورت شبكة التنوع الإبداعي (CDN) منصة البيانات دايموند، والتي تستخدمها بي بي سي و آي تي في و القناة الرابعة البريطانية وباراماونت نتورك وسيانيل بيدوار كيمرو ووارنر برذرز. ديسكفري ومحطة بث متعددة القنوات في المملكة المتحدة وسكاي يو كي للحصول على بيانات متسقة حول التنوع في البرامج التي يطلبونها والتي تتضمن تمثيل الإعاقة على الشاشة.
هناك أوجه تشابه مع الحركة من أجل تمثيل أفضل للمجتمعات السوداء والأقليات العرقية (BAME) التي مهدت الطريق للتمييز على أساس اللون، والذي يغطي التصوير العرضي. لقد لخصت فرانسيس رايان في صحيفة الغارديان عام 2015 المشاعر التي تشعر بها المجتمعات ذات الإعاقة.
تُخلّف الشخصيات من ذوي الإعاقة صورًا ومشاعر قوية لدى الجمهور. يُمكنهم أن يرمزوا إلى انتصار الروح الإنسانية على ما يُسمى "المحنة". يُمكنهم أن يُمثلوا معنى أن تكون "مختلفًا" بطريقة ما، سواءً كنتَ دخيلًا أو مُستضعفًا يُصبح في النهاية مُلهمًا. هذه مشاعر عالمية يُمكن لكل فرد من الجمهور التماهي معها. وهناك شيءٌ مُريحٌ بعض الشيء في معرفة، ونحن نشاهد النجم يقفز على السجادة الحمراء، أن كل ذلك، الألم أو السلبية التي لا نزال نربطها بالإعاقة، لم يكن حقيقيًا. ربما هذا جزء من المشكلة. ربما نرى كمجتمع الإعاقة ككومبارس خارجي مؤلم بدلًا من أن تكون جزءًا لا يتجزأ من الشخص، ولذلك لا يبدو الأمر مُهينًا أن يرتدي مُمثلون غير مُعاقين أطرافًا صناعية أو ينهضوا من كرسي مُتحرك عندما يصرخ المُخرج "كُت". لكن بالنسبة للعديد من ذوي الإعاقة في الجمهور، هذا يُشبه مُشاهدة شخص آخر يُزيّف هويته. عندما يتعلق الأمر بالعرق، نعتقد أنه من الخطأ أن يُصوّر أحد أفراد المجموعة المُهيمنة قصة شخص من أقلية بشكل جماعي. "الترفيه. لكننا لا نمنح الأشخاص ذوي الإعاقة نفس الحق في تمثيل أنفسهم."
لقد جاءت الدعوة إلى التغيير في ممارسات الصناعة من منظمات مثل تحالف 1 في 4، إكويتي المملكة المتحدة، تريبل سي، تحالف الفنون لذوي الإعاقة في المملكة المتحدة بالإضافة إلى الممثلين ذوي الإعاقة مثل كورت ياجير إيمي تريغ وليز كار.

## خصائص الإعاقة المرئية
يركز تصوير الإعاقة، سواء كان أصيلاً أو عرضيًا، على العلامات الثقافية التي تُظهر للجمهور أن الشخصية لديها سمة أو حاجة أو حالة دون الحاجة إلى تحديد ما هي الحالة. السمات أو الاحتياجات هي جوانب من شخصية قد يحددها الكاتب أو المخرج دون ذكر السبب، لأن السبب قد لا يكون محوريًا للقصة. عندما تكون القصص عن شخصيات تاريخية فإن ظروفهم غالبًا ما تكون موثقة جيدًا.
يمكن أن تكون الشخصيات الخيالية أقل وضوحًا وغالبًا ما يتم وصف خصائص الإعاقة بدلاً من قيام الكاتب بتسمية حالات طبية محددة. يمكن رؤية ذلك في مسرحيات مثل المسخ (رواية) حيث يتحول البطل إلى حشرة، مما يجعل من الصعب عليه التفاعل مع عالم غير مصمم له أو قبوله، وهو أمر أساسي لفهم ما يشار إليه بتجربة الإعاقة الحية.
تستخدم أعمال صموئيل بيكيت الإعاقة الحرفية كاستعارة لاستكشاف أفكار اليأس والاعتماد والاستقلالية، ولكن الشخصيات مثل ويني وويلي في أيام سعيدة، وبوزو وإستراجون في انتظار جودو، وهام وكلوف وناج ونيل في نهاية اللعبة، جميعهم لديهم خصائص الإعاقة الجسدية. في كتابها، صمويل بيكيت وأداء الإعاقة، تكشف المؤلفة هانا سيمبسون كيف يستجوب مسرح بيكيت بشكل قهري التجسيدات البديلة، وأشكال غير متوقعة من الوكالة، والترابط الاجتماعي الاستثنائي لجسد الإنسان.
إن الإبداع يعني اتخاذ خيارات مثيرة للاهتمام. إن جعل الممثل من ذوي الإعاقة يلعب إما دور شخص من ذوي الإعاقة أو دورًا غير مكتوب على أنه معاق هو دائمًا خيار مثير للاهتمام لأنه يغير العلاقة مع الجمهور، ومعرفة أن الحالة المرئية التي يتم رؤيتها ليست فعلًا تتحدى الأفكار المسبقة لدى الجمهور حول الإعاقة. نظرًا لوجود التمييز ضد ذوي الإعاقة والتحيزات اللاواعية السلبية والمواقف المتعالية تجاه الأشخاص ذوي الإعاقة بشكل عام، فإن ذلك يضيف طبقات إلى تجربة الجمهور التي لا يستطيع الممثل غير المعاق الوصول إليها. وكما قال فورد ويليامز ذات مرة، "إن وضع شخص معاق على خشبة المسرح هو عمل ما بعد الحداثة في حد ذاته".
صاغت الأكاديمية والفنانة جيسي باروت عبارة "علاج نداء الستار"، مسلطة الضوء على هذا التغيير في العلاقة بين الإنتاج والجمهور، متجاوزة القوس الأخير ولها تأثير أعمق يتجاوز مجرد الترفيه.

## على الشاشة
على الرغم من وجود معايير التمثيل والشمول التي نشرتها الأكاديمية لاستخدامها في جوائز الأوسكار، والتي تتضمن قسمًا عن التمثيل "A3. القصة الرئيسية/الموضوع"، لا يوجد إرشادات بشأن الأصالة والتمييز في عملية اختيار الممثلين. تم لعب أدوار ذوي الإعاقة من قبل ممثلين غير معاقين منذ عصر السينما الصامتة، مع أفلام مثل في عام 1920، و أضواء المدينة 1931 و فرانكنشتاين 1931، وهي أمثلة مبكرة حيث لعب ممثلون غير معاقين شخصيات معاقة على الشاشة.
قبل تسعينيات القرن العشرين، كان هناك عدد قليل من الممثلين ذوي الإعاقة الذين يمكنهم لعب أدوار حقيقية أو عرضية، وكانت الأمثلة القليلة مغطاة في الغالب بواسطة ستة ممثلين فقط؛
- إسموند نايت،[33] أصيب بالعمى أثناء معركة بحرية في الحرب العالمية الثانية وعاد إلى مهنة التمثيل التي كان يمارسها قبل الحرب. لعب أدوارًا لشخص ضعيف البصر أو مبصر، فظهر في جميع أفلام لورنس أوليفيه الثلاثة عن شكسبير، بالإضافة إلى ظهوره بدور قائد سفينة صاحبة الجلالة الأمير ويلز في فيلم "أغرقوا البسمارك!". حيث خدم في الحرب العالمية الثانية وفقد بصره في المعركة التي صورها الفيلم. وكان من بين المظاهر البارزة الأخرى في إليزابيث ر، الأول، كلوديوس وسوبرمان الرابع، والسعي من أجل السلام.
- عانى لايونيل باريمور من ظروف بدنية معوقة مختلفة طوال حياته، لكنه حقق نجاحًا كبيرًا على المسرح والشاشة، حيث ظهر في أفلام مثل إنها حياة رائعة وكي لارغو.
- هارولد راسل، بعد أن فقد يديه أثناء خدمته العسكرية، تم اختياره للتمثيل في فيلم الدراما الملحمي "أفضل سنوات حياتنا" (1946)، والذي نال عنه جائزة الأوسكار لأفضل ممثل مساعد في عام 1947.
- مارلي ماتلن، كانت أول ممثلة صماء تظهر في فيلم رئيسي وفازت بجائزة الأوسكار لأفضل ممثلة في فيلمي أبناء الصمت وكودا.[34]
- دونالد غراي، لعب دور البطولة في دور المحقق ذو الذراع الواحدة مارك سابر في الدراما التليفزيونية التي تعود إلى الخمسينيات من القرن العشرين.
- بيتر فالك الذي كان يعاني من ضعف البصر وكان لديه عين زجاجية، لعب دور المحقق المحبوب كولومبو.

تاريخيًا، ذهبت غالبية أدوار ذوي الإعاقة إلى ممثلين غير معاقين ولكن مع توفر المزيد من الممثلين ذوي الإعاقة، انخفض عدد حالات الإعاقة مع اختيار غالبية الشخصيات ذات الإعاقة بشكل أصيل:
- شريرة (فيلم) 2024. بعد 20 عامًا من الإنتاجات المسرحية التي لعبت فيها شخصية نيساروز ممثلون غير معاقين، تناول الفيلم هذا الأمر من خلال اختيار ماريسا بود وسيسيلي كوليت تايلور (عندما كانت طفلة) للدور، وكلاهما من مستخدمي الكراسي المتحركة.[36]
- إيكو 2023 إلى 2024 من إنتاج مارفل، مع اختيار ألاكوا كوكس للدور الرئيسي، وهو أيضًا أصم[37]
- فيلم شاردليك 2024 من إنتاج شركة ديزني يقوم ببطولته الممثل آرثر هيوز، وهو ممثل من ذوي الإعاقة الجسدية. قال آرثر في مقابلة حول المسلسل أن إعاقة شاردليك كانت "الشيء الأقل إثارة للاهتمام فيه".[38]
- عائلة هارداكريس 2024 على فريق التمثيل زاك فورد ويليامز في دور هاري هارديكر،[39] الابن الأصغر الذي يعاني من مرض ليتل.
- قدم الموسم الثالث من مسلسل بريدجيرتون، الذي سيُعرض في عام 2024، شخصيتين جديدتين، السيدة ستويل التي تعاني من الصمم، والتي تلعب دورها صوفي وولي،[40] واللورد ريمينجتون[41] الذي يستخدم كرسي الاستحمام، والذي يلعب دوره زاك فورد ويليامز، وهو مستخدم كرسي متحرك.
- ظهرت في انهيار منزل أشر 2023 الممثلة روث كود التي كانت مبتورة الأطراف، بدور جونو.[42]
- كل الضوء الذي لا نستطيع رؤيته[43] 2023، من بطولة آريا ميا لوبيرتي بدور المراهقة العمياء ماري لور.
- كان رالف وكيتي[44] 2022 مسلسلًا فرعيًا من الكلمة أ بواسطة تايجر أسبيكت، ويلعب الأدوار الرئيسية سارة غوردي وليون هاروب، وهما ممثلان مصابان بمتلازمة داون.

### الإعاقة في عالمي مارفيل ودي سي
ولتوضيح مدى انتشار الإعاقة على الشاشة والابتعاد عن هذه الممارسة، إليك أمثلة على اختيار الأبطال الخارقين والأشرار الخارقين من ذوي الإعاقة.
هذا النوع من القصص مليء بالشخصيات التي تعاني من الإعاقة والتي اضطرت إلى التغلب على الحواجز، ثم واجهت المزيد من الحواجز بسبب الوصمة والمواقف والتحيز تجاه الاختلاف. الموضوع الأساسي لسلسلة أفلام الغرباء الرجال-إكس هو الاختلاف، وهو يتعمق في أنواع مختلفة من التحيز.
هناك أكثر من 100 شخصية في دي سي ومارفيل مجتمعة يعانون من إعاقات جسدية أو حسية أو إعاقات أخرى واضحة، ولم يظهر الكثير منهم على الشاشة بعد. ترتكز هذه القائمة على الإنتاجات الحية وتحدد الأدوار التي تم اختيارها بشكل أصيل من حيث خصائص الإعاقة، والتي لعبها ممثلون غير معاقين، كمثال على مدى انتشار الإعاقة. هذا لا يعكس الاختيارات التي اتخذها الممثلون، حيث كان هناك تاريخيا وعي أقل وكان هناك تاريخيا عدد أقل من الممثلين ذوي الإعاقة.

#### تصوير من قبل ممثلين غير معاقين
| شخصية                                       | الإعاقة | الأفلام أو البرامج التلفزيونية | لا يملك إعاقة         |
| ------------------------------------------- | --- | --- | --------------------- |
| إبراهيم ويسلر                               | ويسلر يمشي مع كيسة و لذلك يستخدم عصا. أضرار عظامية وعصبية في إحدى الساقين | (بليد) (1998) "بليد" الثاني (2002) (بليد: ترينيتي) (2004) | كريس كريستوفرسون      |
| العميل (فيل كولسون)                         | الفرق بين فقدان يد و الحصول على يد صناعية | رجل الحديد (2008) رجل الحديد 2 (2010) ثور (2011) المنتقمون يتجمعون (2012) عملاء شيلد (منظمة): سلينغشويت (2016) كابتن مارول (2019) عملاء سلسلة تلفزيونية شيلد (منظمة) (2013 إلى 2020) | كلارك جريغ            |
| أليشيا ماسترز                               | أعمى | الأربعة الرائعة (1994) غير منتشرة رسميا | كات غرين              |
| أليشيا ماسترز                               | أعمى | الأربعة المذهلة (2005) فانتاسيك 4: صعود سلفير سلفير (2007) | كيري واشنطن           |
| باربرا مينيرفا عرفة " شيفر "                | لديها مشاكل في الحركة، تستخدم عصا وتعاني من الألم في شكلها غير البحر حذفت إعاقتها من سيناريو الفيلم | امرأة عجيبة 1984 (2020) | كريستين ويج           |
| باكي بارنز عرف جندي الشتاء                  | الفرق بين الأطراف | كابتن أمريكا: جندي الشتاء (2014) النمل-الرجل (2015) كابتن أمريكا: الحرب الأهلية (2016) البنتر السوداء (2018) المنتقمون: حرب اللانهاية (2018) المنتقمون: نهاية اللعبة (2019) الفولكون والجنود الشتاء (2021) الـ"برق" (2025). | سيباستيان ستان        |
| (كاليبان)                                   | لديه الألبينية و هو حالة إعاقة جدا بالنسبة له، يمكن أن يقتل من خلال أشعة الشمس القوية، التي تحد من أين يمكن أن تذهب ومتى. هذه استعارية مثيرة للاهتمام للأشخاص المصابين بأمراض المناعة الذاتية لديه تجربة حيّة مشابهة لتلك من يعاق.                                | لوغان (2017) | ستيفن مارشانت         |
| تشارلز خافير عرفه بروفيسور إكس              | مستخدم كرسي متحرك | رجال إكس (2000) إكس مين 2 (2003) إكس-من: الدور الأخير (2006) إكس-من أوريجنز: وولفرين (2009) ("الذئب") (2013) إكس-من: أيام ماضٍ مستقبلي (2014) لوغان (2017) الدكتور غريب في عالم الجنون المتعدد (2022) | باتريك ستيوارت        |
| تشارلز خافير عرفه بروفيسور إكس              | مستخدم كرسي متحرك | إكس-من: فئة أولى (2011) إكس-من: أيام ماضٍ مستقبلي (2014) إكس-من: أوبوكاليبس (2016) "ميتبول 2" (2018) إكس-من: الظلام فينكس (2019) | جيمس ماكافوي          |
| كلينت بارتون عرفه " هوكي "                  | الصم حذفت إعاقته من سيناريو الفيلم، ثم أعيد إدخاله في وقت لاحق في السلسلة. | ثور (2011) المنتقمون يتجمعون (2012) المنتقمون: عصر ألترون (2015) كابتن أمريكا: الحرب الأهلية (2016) المنتقمون: نهاية اللعبة (2019) سلسلة تلفزيونية "هوكي إي" (2021) | جيريمي رينر           |
| كليفورد ديوي عرف مفكر                       | مستخدم كرسي متحرك | سلسلة التلفزيونية الفلاش (2017) | نيل سانديلاندز        |
| كليف ستيل عرف رجل الروبوت                   | تم استبدال جسده بأكمله بروتز معدني | دورة الدمار (2019) | بريندان فريزر         |
| الكابل                                      | لديه فيروس يستهلك جسده ببطء، لذا يتزايد عدد من يحتوي عليه التكنولوجيا. | "ميتبول 2" (2018) | (جوش برولين)          |
| الدكتور (سترانج)                            | إعاقة حركية في كلتا يديه التي تنهي حياته المهنية كجراح بارع لديه ارتعاشات، وهزازات، اضطرابات الحركة، وتحسن الحواس | الدكتور غريب (2016) ثور: راجناروك (2017) المنتقمون: حرب اللانهاية (2018) المنتقمون: نهاية اللعبة (2019) الرجل العنكبوت: لا طريق للمنزل (2021) الدكتور غريب في عالم الجنون المتعدد (2022) | بينيديكت كامبرباتش    |
| (تشارلي)                                    | أعمى | (داريدفيل) (2003) | بن أفليك              |
| (تشارلي)                                    | أعمى | مسلسلات تلفزيونية متهور (2015 إلى 2018) المدافعون (ميني سيرت) (2017) الرجل العنكبوت: لا طريق للمنزل (2021) شي-هولك: شي هولك: المحامية (2022) إيكو، سلسلة تلفزيونية (2023-2024) (داريدفيل)، ولد ثانية (2025) | تشارلي كوكس           |
| الدكتور كورت كونورز عرف ليزارد              | فرق في الأطراف فقد ذراعيه اليسرى و عادة ما تعمل حتى بدون أطرافه | الرجل العنكبوت 2 (2004) الرجل العنكبوت 3 (2007) | ديلان باكر            |
| الدكتور كورت كونورز عرف " الجرّاد "          | فرق الأطراف | الرجل العنكبوت المدهش (2012) الرجل العنكبوت: لا طريق للمنزل (2021) | (رييس إيفانز)         |
| د. نايلز كالدر (المعروف باسم رئيس)          | مستخدم كرسي متحرك | دورة الدمار (2019) | تيموثي دالتون         |
| دكتور تشارلز ماكنايدر عرف دكتور منتصف الليل | أعمى | "ستارغيرل" (2020) | (أليكس كولينز)        |
| إيرل جريغ / بوب ستانفورد / ضربة الموت       | ضعف الرؤية، عين واحدة، لا عمق في الرؤية | لويس وكلارك: المغامرات الجديدة لـ سوبرمان (1993) | أنطونيو ساباتو جونيور |
| فريدي فريمان (كابتن ماربل جونيور)           | إعاقة حركة (فريدي فريمان) | شازام! (2019) شازام! غضباً من الآلهة (2023) | جاك ديلان جرازر       |
| جيمس روبرت "رودي" رودس عرف آلة الحرب        | إعاقة حركية مع أوقات الساق الميكانيكية | رجل الحديد 2 (2010) المنتقمون: عصر ألترون (2015) المنتقمون: حرب اللانهاية (2018) كابتن مارول (2019) المنتقمون: نهاية اللعبة(2019) الغزو السري (2023) | دون شيدل              |
| الأبتهاج "الذكرى المهتومة" لي               | إعاقة إدراكية أو تعلمية | الجيل X(1996) | (هيذر مكومب)          |
| الأبتهاج "الذكرى المهتومة" لي               | إعاقة إدراكية أو تعلمية | رجال إكس (2000) | كاترينا فلوريس        |
| الأبتهاج "الذكرى المهتومة" لي               | إعاقة إدراكية أو تعلمية | إكس-من: الدور الأخير (2006) | كيا وونغ              |
| الأبتهاج "الذكرى المهتومة" لي               | إعاقة إدراكية أو تعلمية | إكس-من: أوبوكاليبس (2016) | لانا كوندور           |
| القائد المعروف بـ"النار السوداء"            | لا تستطيع تحويل الإشعاع الشمسي وتطير، لكنها لا تزال تصور على أنها معاقة و"معاقة" وفقا للمجتمع التاماراني. | التيتان (2019-2021) | داماريس لويس          |
| السيدة ويب                                  | أعمى ومشلول قصة أصلها تغيرت في الفيلم، ولم تكن معاقة حتى النهاية. | السيدة ويب (2024) | ديكوتا جونسون         |
| مايك بيترسون عرف "موت"                      | تقريباً تم استبدال جسده بأصناف كيبرانيكية | عملاء شيلد (منظمة) (2013 إلى 2014) | جي. أغسطس ريتشاردز    |
| (مستي رايت)                                 | فرق الأطراف وذراع بيونية صناعية | (لوك كايج) (2016 إلى 2018) المدافعون (ميني سيرت) (2017) "مصدر الحديد" (2017-2018) | سيمون ميسيك           |
| نيك فيوري                                   | ضعف الرؤية وترعب الوجه | نيك فيوري: عميل من " شيلد "(1998) | ديفيد هاسلوف          |
| نيك فيوري                                   | ضعف الرؤية وترعب الوجه | رجل الحديد (2008) رجل الحديد 2 (2010) ثور (2011) كابتن أمريكا: المنتقم الأول (2011) المنتقمون يتجمعون (2012) كابتن أمريكا: جندي الشتاء (2014) عملاء سلسلة تلفزيونية شيلد (منظمة) (2013 إلى 2020) المنتقمون: عصر ألترون (2015) المنتقمون: حرب اللانهاية (2018) كابتن مارول (2019) المنتقمون: نهاية اللعبة (2019) الرجل العنكبوت: بعيد عن المنزل (2019) العجائب (2023) الغزو السري (2023) | سامويل جاكسون         |
| السحبة                                      | القرح بالبصمة الكيبرونية | حراس المجرة (2014) حراس المجرة: Vol. 2 (2017) المنتقمون: حرب اللانهاية (2018) المنتقمون: نهاية اللعبة (2019) ثور: الحب والثور (2022) حراس المجرة خاصة عطلة (2022) حراس المجرة Vol. 3 (2023) | كارين جيلان           |
| أودين                                       | ضعف في الرؤية و لديه العديد من أجزاء الجسم المفقودة | ثور (2011) ثور: العالم المظلم (2013) ثور: راجناروك (2017) | السير أنتوني هوبكنز   |
| روج                                         | لا تستطيع لمس أي شخص دون أن تسبب لهم ضرر خطير أو حتى قتلها، مما يعني أنها تعيش حياة معزولة جسديا. هذه استعارية للأشخاص الذين يعانون من أمراض المناعة الذاتية أو أمراض الجلد حيث يكون اللمس ضارياً، لذا هم معزولون جسدياً. لديها تجربة حيّة مشابهة لتلك من يعاقب.    | رجال إكس (2000) إكس مين 2 (2003) إكس-من: الدور الأخير (2006) إكس-من: أيام ماضٍ مستقبلي (2014) | آنا باكوين            |
| العصا                                       | أعمى | داريدفيل، سلسلة تلفزيونية (2015 إلى 2018) المدافعون (ميني سيرت) (2017) | سكوت غلين             |
| سكوت سامرز المعروف باسم سيكلوبسالسيكلوب     | لا يستطيع التحكم في حالته دون تقنية محددة، وهذا يؤثر أيضاً على رؤيته. ويعطى المسامير له فرصة للتكامل بأفضل قدر ممكن، وهو استعار مثير للاهتمام لأنواع التكنولوجيا الوسيطية والمساعدة التي تمكن الأشخاص ذوي الإعاقة من التكامل. لديه تجربة حيّة مشابهة لتلك من يعاق. | إكس مين 2 (2003) إكس-من: الدور الأخير (2006) إكس-من: أيام ماضٍ مستقبلي (2014) | جيمس مارسدن           |
| شون سونس عرف ديسكورد                        | أصمّة | السهم (2012 إلى 2020) | مانو بينيت            |
| سلايد ويلسون عرفان ضربة الموت               | ضعف في الرؤية | (سمولفيل) (2010) | مايكل هوغان           |
| سلايد ويلسون عرفان ضربة الموت               | ضعف في الرؤية | السهم (2012 إلى 2020) | مانو بينيت            |
| سلايد ويلسون عرفان ضربة الموت               | ضعف في الرؤية | التيتان (2010) | إيساي موراليس         |
| البنغوان                                    | الإعاقة البدنية وصعوبات في الحركة. | سلسلة باتمان (1966-1968) باتمان: الفيلم (1966) | برجيس ميريدث          |
| البنغوان                                    | الإعاقة البدنية وصعوبات في الحركة. | "(باتمان) " (2022) البنغوان (2024) | كولين فاريل           |
| فيكتور فرايز عرف السيد فريز                 | إنه يتطلب استخدام تقنية مساعدة (مجموعته المهنية) للعيش والتحرك | باتمان وروبن (1997) | أرنولد شوارزنيجر      |
| فيكتور ستون عرفه سيبورغ                     | الإعاقة البدنية والقناعة الإصطناعية | (سمولفيل) (2006-2010) | لي تومبسون يونغ       |
| فيكتور ستون عرفه سيبورغ                     | الإعاقة البدنية والقناعة الإصطناعية | دورة الدمار (2019 إلى 2023) مسلسل التلفزيون التيتان (2023) | جويفان وايد           |
| ويلسون فيسك عرف كينغبين                     | حالة الطيف التوحدي (ASC) | محاكمة هولك المذهل (1989) | مايكل كلارك دانكان    |
| ويلسون فيسك عرف كينغبين                     | حالة الطيف التوحدي (ASC) | (داريدفيل) (2003) | جون رايس-ديفيس        |

#### اختيار الممثلين الأصليين
| شخصية                                 | الإعاقة                         | الأفلام أو البرامج التلفزيونية                                                               | ممثل معاق       |
| ------------------------------------- | ------------------------------- | -------------------------------------------------------------------------------------------- | --------------- |
| مكاري                                 | أصم                             | الأبديون (2021)                                                                              | لورين ريدلوف    |
| مايا لوبيز / إيكو                     | أصم                             | هوك آي (2021) صدى (2024)                                                                     | ألاكوا كوكس     |
| البطريق                               | الإعاقة الجسدية وصعوبات الحركة. | عودة باتمان (1992)                                                                           | داني ديفيتو     |
| ويلسون فيسك المعروف أيضًا باسم كينجبين | حالة طيف التوحد (ASC)           | متهور (2015) هوك آي (2021) صدى (2024) سبايدرمان الحي الودود (2025) متهور: ولد من جديد (2025) | فينسنت دونوفريو |

## على المسرح
الشخصيات المعوقة في المسرحيات لها تاريخ أطول يعود إلى تيريسياس في مسرحية أوديب، من تأليف سوفوكليس. هناك العديد من الشخصيات التاريخية المعاقة بالإضافة إلى الشخصيات الخيالية المعاقة مثل لورا في الوحوش الزجاجية (مسرحية)، وميشاك جاردينر في كورام بوي، وكولين في الحديقة السرية (رواية)، والكابتن آهاب في موبي ديك، وباركوينتين في جورمنغاست أو الوحش في فرانكنشتاين في الثقافة الشعبية، والتي لم تكن حتى وقت قريب متاحة للممثلين المعوقين. كما هو الحال مع الأفلام والتلفزيون، فقد تغير هذا مع قيام شركات المسرح السائدة باختيار المزيد من الممثلين ذوي الإعاقة وتمكين مجتمع ذوي الإعاقة من استعادة قصصهم.

### خصائص وشخصيات الإعاقة في مسرحيات شكسبير
قبل عام 1900 كانت الإعاقات أكثر شيوعًا بسبب الحروب وسوء الرعاية الصحية والإصابات المرتبطة بالعمل، حيث كان الأشخاص ذوو الإعاقة يلعبون أدوارًا نشطة في المجتمع. كان الأشخاص ذوو الإعاقة واضحين في العائلة المالكة والنبلاء، ومن الأمثلة على ذلك روبرت سيسيل، إيرل سالزبوري الأول، الذي كان يعاني مثل ريتشارد الثالث من الجنف. لعب الأشخاص ذوو الإعاقة أدوارًا مهمة في المحكمة، مثل الأحمق، الذي كان غالبًا شخصًا يعاني من إعاقة في التعلم أو الإدراك أو الجسد مثل الشلل الدماغي، وهناك أدلة على ذلك مع تسمية الأحمق " جوبو "، في تاجر البندقية، وهي كلمة إيطالية مسيئة لأحدب الظهر. في أوقات أخرى، تكون الإشارات أكثر مباشرة للشخصيات التي يشار إليها باسم "المشوهة"، "المقعدة"، "المريضة" أو "الوحشية "، مثل ذكر إعاقة كاثرينا، "لماذا يذكر العالم أن كيت تتعثر؟، أو إشارات إلى "الشلل" في هنري السادس الجزء الثاني، ريتشارد الثاني وترويلوس وكريسيدا، "ومع الشلل يتحسس قلادته".
استناداً إلى النصوص والأدلة التاريخية، هناك دلالات للإعاقة لـ 26 شخصية في 19 مسرحية.
| لعب                                      | شخصية                | الاختصاصات المختلفة |
| ---------------------------------------- | -------------------- | --- |
| يوليوس قيصر                              | يوليوس قيصر          | كان من المعروف أن يعاني من الصرع ويعاني من العار المرتبط به من كونها معاقة. لا يوجد أي سجل تاريخي لـ يوليوس قيصر كان يعاني من ضعف السمع، لذلك يمكن أن يُعتبر هذا الإعاقة المميزة ترخيصًا فنيًا لـ شكسبير. |
| هنري السادس                              | دوق غلوستر           | كان من المعروف أن ريتشارد الثالث مصاب بالسكوليوس، ولكن شكسبير المبالغة في خصائصه والتركيز على تجربته التي عاشها كشخص معاق والقدرة التي لديه وتحملها يفتح الباب أمام تفسير واسع.                        |
| الملك لير                                | إيرل غلوستر          | [ 51 ] |
| ماكبيث                                   | الساحرات             | هذه مبنية على الساحرات الثلاثة من الأساطير اليونانية التي كانت معاقة جسدياً و بصرياً الساحرات ذوي الإعاقة شائعة أيضًا في الفولكلور البريطاني.                                                             |
| أوتيلو                                   | أوتيلو               | عانى أوتيلو من نوبة في الفعل الرابع، المشهد الأول، والتي يمكن أن تكون مؤشراً على ظروف، بما في ذلك ولكن لا يقتصر على الصرع.                                                                              |
| ريتشارد الثالث وحروب الورود وحروب الوردة | الملك ريتشارد الثالث | انظر هنري السادس رقم 3 ريتشارد مصاب بالسكوليوس، وربما هذه أول مسرحية كتبت عن القادر |
| تاجر البندقية                            | لانسيلوت غوبو        | انظروا إلى الأغبياء و اسم " (جوبو) " هو إهانة لأنه يعني "حلفاء". |
| تاجر البندقية                            | (جوبو) القديم        | ضعف في الرؤية |
| تدمير المروة                             | كاترينا              | يشار إليه بأنه "مستضعف". |
| العاصفة                                  | (كاليبان)            | إن إعاقته الجسدية والشذوذ هي جزء أساسي من التخصيص. |

### مهرجو البلاط
كان المهرجون في كثير من الأحيان أشخاصًا يتمتعون بمستوى معين من الامتياز، ولكنهم يعانون أيضًا من إعاقات في التعلم أو الإدراك أو الجسد، وبالتالي فإن اختيار الممثلين بناءً على الإعاقة يعتبر دقيقًا تاريخيًا.
تم تحديد الشخصيات التالية على أنها حمقاء.
- دوغبيري في الكثير من اللغط حول لا شيء
- فالستاف في هنري الرابع، الجزء الأول وهنري الرابع، الجزء الثاني
- فيستي في الليلة الثانية عشرة، "الأحمق الحكيم"
- جروميو في ترويض النمرة
- لافاش في الأمور بخواتمها
- نيك بوتوم في حلم ليلة منتصف الصيف
- بومبي في القياس بالقياس
- قرص في حلم ليلة منتصف الصيف، مهرج لملك الجنيات، أوبيرون
- الأحمق في مسرحية الملك لير
- حفارو القبور في هاملت
- الحمال في مسرحية ماكبث
- ثيرسيتيس في ترويلوس وكريسيدا
- حجر الأساس في فيلم "كما تحب"
- ترينكولو في العاصفة

### ريتشارد الثالث
أحد الأدوار التي كانت في طليعة حركة المسرح والإعاقة هو دور دوق غلوستر / الملك في مسرحية شكسبير ريتشارد الثالث. لا يرجع هذا إلى أن الملك نفسه كان يعاني من الجنف، وهو أمر مبالغ فيه في المسرحية، ولكن أحد الموضوعات الرئيسية في المسرحية هو الإعاقة ومواقف عائلته والبلاط تجاه ريتشارد، والتي تشكل جزئيًا من أصبح وكيف تصرف.
منذ عام 2004، تم لعب دور الملك ريتشارد الثالث من قبل الممثلين ذوي الإعاقة التاليين:
- مايكل باتريك،[62] 2024 في مسرح ليريك في بلفاست[63]
- زاك فورد ويليامز[62] (بديل)، 2024 في مسرح ليريك في بلفاست
- كاتي سوليفان[64] 2024 في مسرح شكسبير بشيكاغو
- آرثر هيوز،[65] 2022 في شركة رويال شكسبير في ستراتفورد أبون آفون
- كيت مولفاني،[66] 2022 في مسرح بيل شكسبير في ملبورن
- توم ماذرزديل،[67] 2019 في مسرح بريستول أولد فيك في بريستول
- جان بوتميسيل،[68] 2017 في مسرح سيليتنا وكلوبوفنا،[69] في براغ
- مات فريزر،[70] إنتاج العروض الشمالية لعام 2017 في مسرح هال تراك في كينغستون أبون هال، ومسرح Viaduct في هاليفاكس
- مايكل باتريك ثورنتون،[71] 2016 في مسرح الهدايا[72] في شيكاغو
- بيتر دينكلج،[73] 2004 في المسرح العام في نيويورك

في مقال نُشر مؤخرًا في مجلة ذا استيج، ذكرت جوزيفا ماكينون، مطورة البرامج الإبداعية للوصول والاندماج في شركة فرقة رويال شكسبير، أن قيام الممثلين غير المعوقين بتأدية دور المعوقين يجب أن يكون شيئًا من الماضي.
"أعتقد أن هناك الكثير من الجماهير الذين يجدون صعوبة بالغة في مشاهدة ممثلين غير معاقين يلعبون شخصيات معاقة."

### إسموند نايت وفريق التمثيل للإعاقة العرضية
عندما يتعلق الأمر باختيار الممثلين ذوي الإعاقة في مسرحيات شكسبير، لم يلعب أي منهم مثل هذا النطاق من الشخصيات غير المعاقة في الأعمال الكلاسيكية مثل الممثل المعوق إزموند نايت، والذي على الرغم من كونه أعمى فقد تم اختياره لـ 19 دورًا مختلفًا في 12 مسرحية من مسرحيات شكسبير. تظهر هذه المجموعة من الشخصيات التي يمكن أن يلعبها الممثلون ذوو الإعاقة ضمن القانون.

#### العروض المسرحية
المصدر:
- كاميلو في حكاية الشتاء، مسرح كامبريدج لندن (1966)
- أنطونيو في مسرحية تاجر البندقية، مسرح أولد فيك (1963)
- بابتيستا في مسرحية ترويض النمرة، مسرح ألدويتش (1960)
- بيلزانور في أنطونيوس وكليوباترا، مسرح سانت جيمس، لندن (1951)
- ميركوتيو في روميو وجولييت، مسرح الملك، هامرسميث (1946)

#### اعتمادات شكسبير الملكية (1948/49)
- الشبح/حفار القبور في هاملت
- كريستوفر سلاي في ترويض النمرة
- ليونتيس في حكاية الشتاء
- ثيرسيتيس في ترويلوس وكريسيدا
- شاتيلون في الملك جون
- غراتيانو في تاجر البندقية

#### اعتمادات الشاشة
- الرجل العجوز في الملك لير (1984)[76]
- بريام في ترويلوس وكريسيدا (1981)[77]
- ليبيدوس في أنطوني وكليوباترا (1981)[78]
- راتكليف في ريتشارد الثالث (1955)[79]
- بانكو في ماكبث (1949)[80]
- برناردو في هاملت (1948)[81]
- فلويلين، قائد في الجيش الإنجليزي في مسرحية هنري الخامس (1944)[82]

## تصوير عرضي
يختلف تصوير الإعاقة العرضية عن التصوير الحقيقي لأنه يتعلق بالحق في تصوير دور بغض النظر عما إذا كانت الشخصية مكتوبة على أنها تعاني من إعاقة أم لا. ومن الأمثلة على ذلك الموسم الثالث من مسلسل بريدجيرتون على نتفليكس، 2024. اختارت شركة شوندا لاند ممثلين من ذوي الإعاقة الواضحة في أدوار لم تكن مكتوبة بقصة إعاقة. تم اختيار صوفي وولي لدور السيدة ستويل، وزاك فورد ويليامز لدور اللورد ريمينجتون.
في مصطلحات المسرح والإعاقة، إذا لم توضح المسرحية كيفية دخول الشخصية إلى الغرفة، فلماذا نفترض أنها مشت؟ تُعتبر التحيزات اللاواعية تجاه الممثلين ذوي الإعاقة أكبر العوائق أمام الإدماج.
كتب زاك فورد ويليامز عام 2024: "أشعر أنه في خضم التقدم المحرز في دمج الصم والبكم والمختلفين عصبيًا وذوي الإعاقة في صناعتنا، لا يزال وجود شخص معاق على خشبة المسرح أو الشاشة يمثل فعلًا سياسيًا. إن وجود الفئات المهمشة يمكن أن يُحدث تغييرًا اجتماعيًا وسياسيًا: فالوجود الطبيعي للفئات المهمشة يُعزز هذا التغيير."

## تصوير الحالة التقدمية
في عام 2014، وعلى الرغم من تصويره الحائز على جائزة للأستاذ ستيفن هوكينج في فيلم نظرية كل شيء، فقد تعرض اختيار إيدي ريدماين للتدقيق حول ما إذا كان تصوير شخص يعاني من حالة تقدمية يشكل "إعاقة"، حيث أثار هذا أسئلة واقتراحات تضمنت وجود ممثلين، أو حتى استخدام مستشارون للحكومة والصناعة. كانت الجوانب العملية كلها نظرية حتى إنتاج الدراما الذي قدمته هيئة الإذاعة البريطانية عام 2022 بعنوان أفضل، حيث اختارت الممثل المعاق زاك فورد ويليامز في دور كان عليه في البداية إخفاء شلله الدماغي، ثم كشفه بعد نجاة شخصيته أوين من التهاب السحايا. استخدم فورد ويليامز خبرته كممثل معاق جسديًا كان عليه أن يتعلم المشي مرة أخرى مرتين بعد الإجراءات الطبية، مما أظهر إمكانية قيام الممثلين المعوقين بلعب حالات متقدمة.